# Andy C
Andy C, właśc. Andy Clarkeu (ur. 1976) – DJ tworzący muzykę gatunku jungle/drum and bass. Współzałożyciel Origin Unknown wraz z Antem Milesem oraz Ram Trilogy z Antem i Shimonem. Rezydent londyńskich klubów The End i Fabric. Założyciel i współtwórca wytwórni RAM Records, którą kieruje wraz ze swym wieloletnim przyjacielem Antem Milesem.
Dorastał w Esseksie, gdzie zainteresował się pirackimi stacjami radiowymi, nadającymi w systemie 24h/7d muzykę klubową. Około 1991 roku zdecydował, że chce zostać DJ-em. Karierę rozpoczął od wieczornych audycji w lokalnym pirackim radiu Syndicate FM. Pierwszy występ przed publicznością odbył się w klubie na Shafetsbury Avenue. Wkrótce poznał klub Telepathy, w którym z czasem został rezydentem.
Oprócz kariery DJ-a interesował się również produkcją muzyczną, ucząc się od podstaw programowania komputerów i eksperymentując z beatem. Przyjaciel rodziny, Ant Miles – technik dźwięku – usłyszał jedną z wariacji „Voodoo Ray” stworzoną przez Andy’ego i zaoferował pomoc. Szybko stali się zespołem, pracującym we własnym domowym studiu nagraniowym Milesa. Wspólnie założyli też w 1992 wytwórnię Ram Records.
Ich pierwsze nagrania ukazały się pod szyldem Desired State. Wkrótce Andy C wydał minialbum Sour Mash EP, będący zarazem pierwszą płytą wytwórni Ram Records.
Ant i Andy samodzielnie zajęli się dystrybucją tego wydawnictwa, sprzedając 2500 kopii.
Utwór „Valley of the Shadows”, wydany w 1993 r., został wybrany najlepszym utworem hardcore’owym podczas wręczania nagród Hardcore Dance Awards w 1993 roku, a sam Andy C – najlepszym debiutantem. W 1996 r. jako Origin Unknown dokonał remiksu utworu Busta Rhymesa, „Woo Hah!”. Prowadził nocną audycję w radiu Kiss FM, zaś w klubie The End, którego był rezydentem, odbywały się imprezy z cyklu Ram Sessions, ściśle związane z wytwórnią RAM Records i promujące jej DJ-ów. W tym samym roku Ram Records wydała pierwszy album długogrający, Origin Unknown Presents the Speed of Sound, który zwyciężył w kategoriach „najlepszy album dance” na Kiss FM Dance Awards '97 oraz „najlepszy album” na Hardcore Dance Awards '97 i dodatkowo zdobył indywidualne wyróżnienie dla Andy’ego C w kategorii „najlepszy producent” na Hardcore Dance Awards '97.
W 1998 roku ukazał się album Origin Unknown Presents ... Sound In Motion. Wydano również singiel 12" „No Reality”, wyprodukowany przez Andy’ego C, Milesa i Shimona jako Ram Trilogy. Pod tą samą nazwą rok później wydano Molten Beats. W roku 2001 Andy C wraz z Shimonem nagrali instrumentalny utwór „Bodyrock”, który zajął 28. pozycję na liście przebojów w Anglii. W tym samym roku Andy zaczął wydawać single, EP i DJ sety, a także kilka remiksów, w tym „Stand Clear” jako Origin Unknown, CD miksy: Drum & Bass Arena i Fabric Live. W 2003 ukazała się kompilacja Nightlife, natomiast jej kontynuacja Nightlife 2 – A Drum And Bass Odyssey, wydana rok później, została wybrana płytą miesiąca magazynu Mixmag.
W 2003 Andy C zdobył nagrodę „Best DJ” magazynu Knowledge – było to trzecie takie wyróżnienie (lata 1999, 2001 i 2003). Jego wytwórnia została nominowana w kategoriach: „najlepszy singiel” i „najlepsza wytwórnia”. W 2006 ukazała się kolejna płyta z serii Nightlife.
Magazyn Mixmag wybrał go do top 10 w kategorii Clublands Ultimate Power List.

## Nagrody
- 1993 r. – Utwór Origin Unknown – "Valley Of The Shadows" wybrany najlepszym utworem hardcore'owym na Hardcore Dance Awards
- 1993 r. – Zwyciężył Hardcore Dance Awards (Best Hardcore Tune – debut)
- 1996 r. – Najlepszy remix 1996 r. według Muzik Magazine Awards. Zremiksowany przez Andy'ego (Origin Unknown) utwór Busta Rhymesa "Woo Hah!"
- 1997 r. – Album 'Origin Unknown Presents... Speed Of Sound' zwyciężył w kategorii najlepszy album dance na Kiss FM Dance Awards
- 1997 r. – Album 'Origin Unknown Presents... Speed Of Sound' najlepszy album na Hardcore Dance Awards
- 1997 r. – Zwycięzca Hardcore Dance Awards (Best Producer)
- 1999 r. – Zwycięzca Knowledge Awards (Best DJ)
- 2000 r. – Zwycięzca Drum & Bass Arena (Best DJ)
- 2001 r. – Zwycięzca Knowledge Awards (Best DJ)
- 2001 r. – Zwycięzca Drum & Bass Arena (Best DJ)
- 2002 r. – Zwycięzca Drum & Bass Arena (Best DJ)
- 2002 r. – Zwycięzca Accelerated Culture's 'Peoples Choice Awards'
- 2003 r. – Zwycięzca Drum & Bass Arena (Best DJ)
- 2003 r. – Zwycięzca Ituitive Music Award (Best DnB DJ)
- 2003 r. – Zwycięzca Knowledge Awards (Best DJ)
- 2003 r. – Zwycięzca Accelerated Culture's 'Peoples Choice Awards'
- 2004 r. – Zwycięzca Drum & Bass Arena (Best DJ)
- 2004 r. – Zwycięzca Accelerated Culture Awards (Best DJ & Outstanding Achievement Award)
- 2005 r. – Zwycięzca Drum & Bass Arena (Best DJ)
- 2005 r. – Zwycięzca 1Xtra's D&B All-stars (Best DJ)

### Miejsca na liście DJ Magazine Top 100
- DJ Magazine Top 100 2005 – 70
- DJ Magazine Top 100 2004 – 26
- DJ Magazine Top 100 2003 – 71
- DJ Magazine Top 100 2002 – 28
- DJ Magazine Top 100 2001 – 31

### Dyskografia
- 2001 – Various – Drum&Bass Arena
- 2001 – Ram Raiders – The Mix – Mixed By Andy C
- 2002 – Various – World Dance XPRS YRSLF
- 2003 – Andy C – Nightlife
- 2003 – Various – Andy C – Drum & Bass Arena Version 2
- 2004 – Andy C – Nightlife 2 – A Drum And Bass Odyssey
- 2004 – FabricLive. 18 – Andy C & DJ Hype
- 2006 – Andy C – Nightlife 3